# Стакан, Галина Андреевна
Галина Андреевна Стакан — заслуженный деятель науки РСФСР, эксперт в области генетики и селекции сельскохозяйственных животных.

## Биография
Галина Андреевна Стакан родилась в 1911 г. в г. Каинск.
Училась в Вологодском сельскохозяйственном институте на факультете молочного хозяйства. С 1932 по 1935 год трудилась в системе Главмаслопрома, затем устроилась в Башкирский сельскохозяйственный институт (кафедра сельскохозяйственного животноводства). С 1938 по 1941 год работала в Воронежском государственном университете на кафедре животноводства и генетики.В июне 1941 г. Галина Андреевна защитила диссертацию «Кореляционная зависимость между длиной и тониной шерсти у овец прекос» и пошла работать в отдел овцеводства Воронежской опытной станции.
В 1942 г. по причине эвакуации переехала в Узбекистан и устроилась в отдел овцеводства Научно-исследовательского института животноводства в г. Ташкент. Там была награждена почетной грамотой Президиума Верховного Совета Узбекистана за работу по животноводству. В 1945 г. ей присвоили звание заслуженного зоотехника Узбекской ССР. В тот период исследовала влияние скудного кормления на процесс искусственного и естественного отбора у курдючных овец. Под ее руководством были найдены и описаны новые закономерности процесса формирования ряда важных (адаптивных в экстремальных условиях) признаков курдючных овец: скороспелость, высокая молочность, низкая плодовитость. Г.А. Стакан одна из первых в Советском Союзе разработала и внедрила систему ведения овцеводства в зоне высокой распаханности земель на примере Краснодарского края.
С 1946 г. на протяжении 14 лет Галина Андреевна работала старшим научным сотрудником отдела разведения овец во Всесоюзном научно-исследовательском Институте овцеводства и козоводства, (г. Ставрополь). В этот период ею проводились исследования реакции тонкорунных овец разных пород с различным типом складчатости кожи на факторы внешней среды, имеющие принципиально важное значение в селекции данной породы. Выяснилось, что на складчатость кожи у тонкорунных овец наряду с генетическими факторами влияют условия среды. Это влияние показано для разных этапов онтогенеза, включая эмбриогенез. В оригинальных балансовых экспериментах Г.А. Стакан впервые обнаружила более эффективное использование азота корма нормально складчатыми овцами, нежели малоскладчатыми. Это явление связано с генетическими особенностями животных, которые были выведены в ходе многолетней селекции в целях получения высоких настригов чистой шерсти.
С 1959 г. Галина Андреевна работала в Институте цитологии и генетики СО АН СССР. Там она занималась изучением наследуемости продуктивных признаков у тонкорунных овец и выяснению ее селекционного значения. Было установлено, что для селекционной работы, имеющей дело с полигенными признаками, показатель наследуемости является важнейшим для прогнозировании эффективности отбора. Была продемонстрирована зависимость величины наследуемости от генетической структуры популяции, от специфики самого признака и внешних факторов. Результаты этих экспериментов легли в основу методических указаний для прогнозирования эффективности селекции в области тонкорунного овцеводства по количественным признакам.
Исследования по взаимодействию генотипа со средой научно обосновывают районирование, специализацию и выбор программы селекции в тех или иных природных зонах. Большое значение эта проблема имеет для селекции овец в условиях промышленных комплексов.
Была проделана огромная работа по созданию новой (с увеличенными настригом шерсти на 30-50% и живым весом на 15-20%) породы овец в Сибири (совместно с СибНИПТИЖ СО ВАСХНИЛ и Новосибирским, Омским и Курганским сельскохозяйственными институтами). В 1988 г. в хозяйствах Западной Сибири овцы новой группы были апробированы, а в 1989 году Агропром СССР своим приказом ее утвердил, присвоив название «Сибирский внутрипородный тип Советской мясо-шерстной породы».
На протяжении большого количества времени Галина Андреевна преподавала теоретические основы селекции в Новосибирском государственном университете.

## Научные работы
- Стакан Г.А.  Корреляционная зависимость между длиной и тониной шерсти у прекосов. -Кандидатская диссертация. 1941.
- Стакан Г.А.  О значении отбора и подбора в изменении корреляционных зависимостей. -//Журнал общей биологии. Т.5.  Вып.5. 1944.
- Стакан Г.А.  Местная курдючная овца Узбекистана джайдара. Госиздат. Ташкент. 1945.
- Стакан Г.А.  Вопросы скороспелости курдючных овец. -//Вестник животноводства. Вып. 6. 1946.
- Стакан Г.А., Глембочкий Я.Л.  Значение корреляций в селекционной работе с тонкорунными овцами. -//Вестник животноводства. вып. 1. 1946.
- Стакан Г.А.  Влияние периодических голодовок на естественный отбор курдючных овец. -//Журнал общей биологии. Т.3. 1947.
- Стакан Г.А.  К вопросу о показателях крови местной курдючной овцы Узбекистана – джайдара. -//Доклады АН СССР. Т.41. № 5. 1948.
- Стакан Г.А.  Крепость шерсти овец при летнем лагерно-пастбищном содержании. -//Труды ВНИИОК. 1958.
- Стакан Г.А.  Влияние стрижки поярковой шерсти на продуктивность овец. -//Труды  ВНИИОК. 1958.
- Стакан Г.А.  Мероприятия по качественному преобразованию и повышению продуктивности овец Северо-Восточной зоны Кубани. -//Труды I-й       научной конференции «Пути повышения продуктивности животноводства на Кубани». Краснодар. 1958.
- Стакан Г.А.  Изменчивость и наследственность складчатости кожи у тонкорунных овец в связи с их продуктивностью. -//Сборник  «Наследственность и изменчивость растений, животных и микроорганизмов». Т.1. М. АН СССР. 1959.
- Стакан Г.А.  Использование кормов тонкорунными овцами. -//Вестник сельскохозяйственных наук.  № 12. 1957.
- Стакан Г.А., Соскин А.А.  Наследуемость настрига шерсти и живого веса у тонкорунных овец алтайской породы. -//Межвузовская конференция по экспериментальной генетике. Л. 1961.
- Стакан Г.А., Минина Е.К.  К созданию генетической структуры в стаде мясо-шерстной породы на примере племсовхоза «Медведский». -//Конференция по развитию овцеводства.  Ставрополь. 1989.
- Стакан Г.А., Минина Е.К.  Зависимость между основными признаками продуктивности нового сибирского типа мясо-шерстной породы.- //Конференция, посвященная памяти Д.К. Беляева.  Новосибирск. 1989.
- Стакан Г.А., Минина Е.К., Глазко В.И., Ланкин В.С., Рымарев И.В., Горячкин А.Е.  Создание мясо-шерстных овец с кроссбредной шерстью в Западной Сибири. -//Сборник «Генетика и селекция животных».  Новосибирск.  Наука. 1987.
- Стакан Г.А., Родионов В.М., Эльзессер О.Г., Минина Е.К.  Некоторые результаты скрещивания финских ландрасов с мясо-шерстными овцами Сибирской селекции. -//Сборник «Генетика и селекция животных».  Новосибирск.  Наука.  1987.
- Стакан Г.А., Ланкин В.С., Хинковски Ц., Неделчев Д., Шебалина А.Т.  Полиморфизм пассивно-оборонительного поведения у овец молочных и грубошерстных пород. -//Сборник «Генетика и селекция животных».  Новосибирск. Наука. 1987.
- Стакан Г.А., Ланкин В.С., Неделчев Д., Шебалина А.Т., Дочевски Д.  Влияние среды на изменчивость пассивно-оборонительного поведения овец. -//Сборник «Генетика и селекция животных».   Новосибирск. Наука. 1987.

## Награды и звания
Галина Андреевна Стакан была награждена орденами «Трудового Красного Знамени» и «Знак Почета» и тремя медалями за научную и научно производственную деятельность. Ученая активно участвовала на выставках достижений народного хозяйства СССР (ВДНХ СССР) и награждалась Большой серебряной и пятью бронзовыми медалями ВДНХ.